# Labenne

Labenne este o comună în departamentul Landes din sud-vestul Franței. În 2009 avea o populație de 4.644 de locuitori.

## Evoluția populației
| An        | 1975  | 1982  | 1990  | 1999  | 2006  | 2009  |
| --------- | ----- | ----- | ----- | ----- | ----- | ----- |
| Populație | 1.753 | 2.120 | 2.884 | 3.345 | 4.302 | 4.644 |